# 野生型

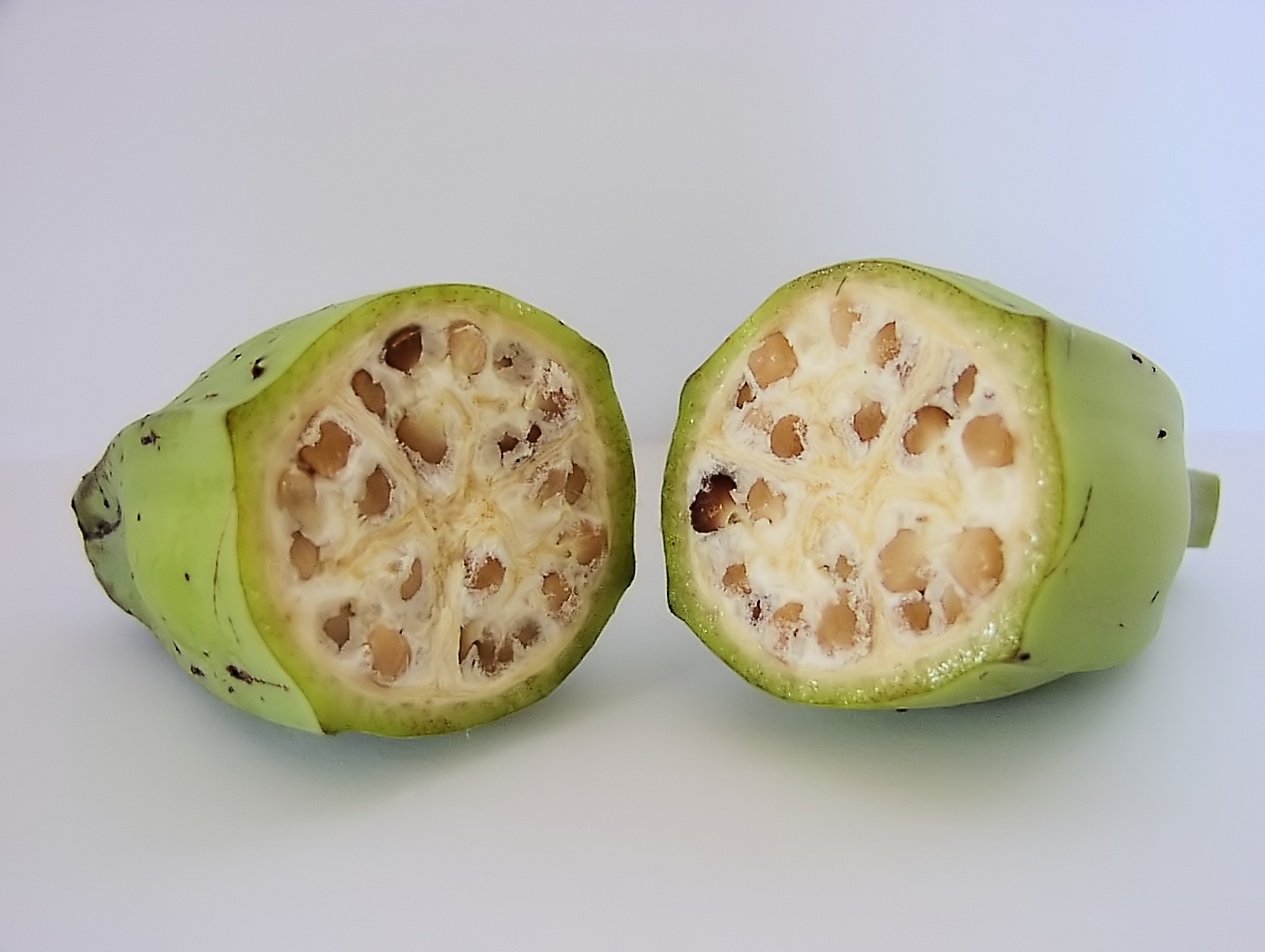
野生型香蕉的种子是坚硬的

野生型是物种在野生环境下的典型表型。野生型一词最初表示在一基因位点上有与突变型相对应的未变异基因，现在由于认识到物种内绝大多数基因座位上存在较多等位基因，因此一个统一的野生型是不存在的。一般而言，野生型用于表示某一座位上基因频率最高的等位基因。

## 脚注
1. ↑  周德庆. . 高等教育出版社. 2002: 221. ISBN 7-04-011116-0.
2. ↑  Jones, Elizabeth; Hartl, Daniel L. . Boston: Jones and Bartlett Publishers. 1998. ISBN 0-7637-0489-X.